# شایم
تامارا مارت (به فرانسوی: Tamara Marthe) (زادهٔ ۲۸ نوامبر ۱۹۸۵) که بیشتر با نام شایم (Shy'm) شناخته می‌شود، خواننده پاپ فرانسوی است. او نخستین آلبومش را با نام توهمات من در سال ۲۰۰۶ عرضه کرد که تا رده ششم جدول پاپ موسیقی فرانسوی بالا رفت. در آن زمان چهار آهنگ از این آلبوم به صورت تک عرضه شدند که همه در جدول ده آهنگ برتر فرانسه جای گرفتند.

## آلبوم‌ها
- ۲۰۰۶: توهمات من[۱]
- ۲۰۰۸: بازتاب[۲]
- ۲۰۱۰: هوای تازه[۳]